# Stari Farkašić
Stari Farkašić (magyarul: Ófarkasfalva) falu Horvátországban, Sziszek-Monoszló megyében. Közigazgatásilag Lekenikhez tartozik.

## Fekvése
Sziszek városától légvonalban 18, közúton 22 km-re nyugatra, községközpontjától légvonalban 12, közúton 18 km-re délnyugatra, a 36-os számú főút mentén, a Kulpa bal partján fekszik.

## Története
A középkori település nem a mai helyén, hanem két kilométerre délnyugatra a Miholjsko (Mihotsko) brdo nevű  magaslaton állt és Miholje volt a neve. Itt állt Mihály arkangyal tiszteletére szentelt temploma, melynek kő alapfalai megtalálhatók. Területe a korai Horvát Királyság idejében a gorai plébániához tartozott, mely később zsupánság, majd hűbérbirtok lett. A gorai birtokot mely abban az időben a Kulpa mindkét partjára kiterjedt még a 12. század végén III. Béla király a templomosoknak adta, majd a rend megszüntetése után 1312-től a vránai johannita perjelség gorai birtokához tartozott. Neve is ekkor tűnik fel először írásos forrásban „Myholya” alakban.
1514-ben a teljes gorai birtokot a Frangepán család szluini ága szerezte meg, akik a falut vazallusaiknak adták. A török hódítás előretörését a 16. század második felében a térség is megsínylette különösen az 1580-as és 1590-es években, amikor Sziszek körül súlyos harcok folytak. Plébániáját 1574-ben említik először. A 16. század végén kihalt a Frangepánok szluini ága és a 17. század elején a település a Farkašić család birtoka lett. A lakosság veszteségét a 17. század végétől Boszniából áttelepült horvátokkal igyekeztek pótolni. 1660-ig Vuk és Gabrijel Jelačić birtoka, majd a 18. század második feléig a zágrábi káptalan gorai birtokának a része volt.
A településnek 1857-ben 319, 1910-ben 403 lakosa volt. A 20. század első éveiben a kilátástalan gazdasági helyzet miatt sokan vándoroltak ki a tengerentúlra. 1918-ban az új szerb-horvát-szlovén állam, majd később Jugoszlávia része lett. A második világháború idején a Független Horvát Állam része volt. A háború után a béke időszaka köszöntött a településre. Enyhült a szegénység és sok ember talált munkát a közeli városokban. A falu 1991. június 25-én a független Horvátország része lett. 2011-ben 86 lakosa volt.

## Népesség
| Lakosság változása | Lakosság változása | Lakosság változása | Lakosság változása | Lakosság változása | Lakosság változása | Lakosság változása | Lakosság változása | Lakosság változása | Lakosság változása | Lakosság változása | Lakosság változása | Lakosság változása | Lakosság változása | Lakosság változása | Lakosság változása |
| ------------------ | ------------------ | ------------------ | ------------------ | ------------------ | ------------------ | ------------------ | ------------------ | ------------------ | ------------------ | ------------------ | ------------------ | ------------------ | ------------------ | ------------------ | ------------------ |
| 1857               | 1869               | 1880               | 1890               | 1900               | 1910               | 1921               | 1931               | 1948               | 1953               | 1961               | 1971               | 1981               | 1991               | 2001               | 2011               |
| 319                | 350                | 407                | 384                | 379                | 403                | 365                | 442                | 384                | 387                | 341                | 215                | 117                | 106                | 79                 | 86                 |

## Nevezetességei
- Sarlós Boldogasszony tiszteletére szentelt római katolikus plébániatemploma[5] a faluban egy kiemelkedő platón áll. Az első fakápolna az 1789 körüli időben létesült, de kicsinek bizonyult. A mai templomot 1840 és 1844 között építették fel klasszicista stílusban. Négyszög alaprajzú, egyhajós épület félköríves apszissal, oldalkápolnával és sekrestyével, valamint a nyugati oldalon oratóriummal. Harangtornya a homlokzat felett áll. A hajó és a szentély boltozott és festett. A berendezés a régi templomból származik. A mellékoltárok barokk szobrai a régi templom főoltáráról származnak, alkotójuk ismeretlen. A főoltár klasszicista stílusú, 19. századi oltárképe Mária látogatását ábrázolja. Az egyszerű, baldachinos szószék szintén klasszicista. A templom közelében áll a kétemeletes plébánia a gazdasági épületével, mely a templommal alkot egy épületegyüttest.
- A középkori Szent Mihály templom alapfalai a falutól két kilométerre délnyugatra a Mihotsko brdo nevű  magaslaton.
- A régi iskola épülete a 19. században épült.
- A népi építészet emlékei: Emeletes fa lakóház a 21-22. szám alatt, melyet 1922-ben építettek. A 13. szám 1920-ban épített alatt alul falazott emeletes fa lakóház áll.